# كلاجان قاجار
كلاجان قاجار (بالفارسية: کلاجان قاجار) هي قرية تقع في غلستان في إيران. يقدر عدد سكانها بـ 645 نسمة بحسب إحصاء 2016.